# Belle-et-Houllefort

Belle-et-Houllefort este o comună în departamentul Pas-de-Calais, Franța. În 1 ianuarie 2022 avea o populație de 524 de locuitori.